# Eudocia
Eudocia († 471/472 in Jerusalem) war die Tochter Licinia Eudoxias und des weströmischen Kaisers Valentinian III. sowie die Gattin des späteren Vandalenkönigs Hunerich.
Eudocia wurde vermutlich nicht lange vor dem 6. August 439 geboren. An diesem Tag wurde ihre Mutter Licinia Eudoxia zur Augusta erhoben, eine Ehrung, die üblicherweise zu festlichen Anlässen wie der Geburt eines Kindes verliehen wurde. Sie war die Enkelin des oströmischen Kaisers Theodosius II. und der Aelia Eudocia, nach der sie benannt wurde. Ihre Mutter ließ sie bereits kurz nach ihrer Geburt taufen.
Bereits seit 442/3 oder 445 war sie mit Hunerich verlobt, dem Sohn des Vandalenkönigs Geiserich. 455, als nach dem Tod ihres Vaters Petronius Maximus in Rom die Kaiserwürde ergriffen hatte, wurde sie jedoch, wie es scheint, mit dessen Sohn Palladius verheiratet. Als noch im selben Jahr Maximus gestürzt wurde und Geiserich Rom plünderte, wurde Eudocia gemeinsam mit ihrer Mutter und ihrer jüngeren Schwester Placidia nach Africa entführt. Dort wurde sie 456 schließlich mit Hunerich verheiratet. Mit diesem hatte sie einen Sohn, Hilderich, der später König der Vandalen werden sollte. Nach 16-jähriger Ehe soll sie vor ihrem arianischen Ehemann nach Jerusalem geflohen sein. Dort starb sie wenig später und wurde in der Stephanskirche neben ihrer Großmutter Aelia Eudocia begraben.